# 河原節子

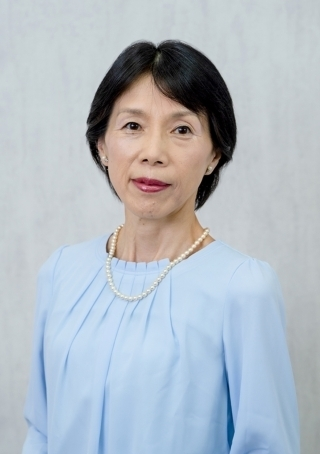
在デュッセルドルフ日本国総領事館ウェブページより（令和4年9月）

河原 節子（かわはら せつこ　1963年〈昭和38年〉5月3日 - ）は、日本の外交官。在デュッセルドルフ日本国総領事館総領事を経て、2024年12月より、駐北マケドニア特命全権大使。

## 来歴
東京都出身。  1986年に一橋大学法学部を卒業し、同年外務省に入省した。1962年からルプレヒト・カール大学ハイデルベルクに留学。
- 1989年（平成元年）8月、外務省条約局国際協定課事務官[2]
- 1998年（平成10年）3月、軍縮会議日本政府代表部一等書記官[2]

2002年（平成14年）9月、大臣官房文化交流部政策課国際文化協力室長となる。以後、外務省内で
- 2004年（平成16年）1月　経済局開発途上地域課企画官兼経済局（2005年日本国際博覧会室長）（2005年12月まで）[2]
- 2004年8月　経済局経済連携課企画官[2]
- 2005年（平成17年）12月　大臣官房総務課危機管理調整室長[2]
- 2006年（平成18年）7月　国際連合教育科学文化機関日本政府代表部 参事官[2]

とキャリアを進んだ後、2008年（平成20年）9月に内閣府情報公開・個人情報保護審査会事務局審査官に出向。
2009年（平成21年）7月に外務省に復帰し、国際協力局多国間協力課人道支援室長、国際協力局緊急・人道支援課長となる。
2011年（平成23年）9月より財団法人世界平和研究所主任研究員に再度出向、2013年（平成25年）4月からは、母校の一橋大学大学院法学研究科で教授に就任した。
2015年（平成27年）2月より在オランダ日本国大使館公使を務め、2018年（平成30年）2月に在フランクフルト日本国総領事館総領事に転じた。
2021年（令和3年）5月に人事院公務員研修所副所長に出向するも、2022年（令和4年）8月に、再度の在外公館勤務となる在デュッセルドルフ日本国総領事館総領事に就任した。2024年（令和6年）12月から、駐北マケドニア特命全権大使。

## 同期
- 石川浩司（22年シンガポール大使・20年官房長・19年南部アジア部長）
- 岩間公典（22年バングラデシュ大使・20年デュッセルドルフ総領事）
- 牛尾滋（22年南アフリカ大使・19年ポルトガル大使・18年アフリカ部長）
- 宇山智哉（21年WTO事務局長上級補佐官）
- 大鷹正人（24年タイ大使・20年ハンガリー大使・19年外務報道官）
- 片江学巳（23年ルーマニア大使・20年瀋陽総領事）
- 木村徹也（22年東ティモール大使・20年国連日本政府代表部大使・17年ミュンヘン総領事）
- 四方敬之（24年マレーシア大使・21年内閣広報官・20年外務省経済局長）
- 進藤雄介（21年在デトロイト日本国総領事・18年パキスタン公使・15年軍縮会議公使）
- 鈴木量博（23年オーストラリア大使・20年トルコ大使・18年北米局長）
- 中村安志（09年中南米局南米課課長補佐）
- 久島直人（22年中曾根康弘世界平和研究所・20年国際平和協力本部事務局長）
- 淵上隆（14年ドミニカ共和国大使）
- 三上正裕（22年ベルギー、北大西洋条約機構日本政府代表部大使・19年カンボジア大使・17年国際法局長）
- 道井緑一郎（23年フィジー大使）
- 南博之（24年特命全権大使（国際テロ対策・組織犯罪対策協力担当）・20年コンゴ民主共和国大使）
- 山田重夫（23年駐米大使・21年外務審議官(政務担当)・19年総合外交政策局長）
- 吉田朋之（23年日本国際問題研究所所長・20年外務報道官・19年中南米局長・17年軍縮不拡散・科学部長）
- 若林啓史（16年東北大学教授）